# Aquila de Sinope

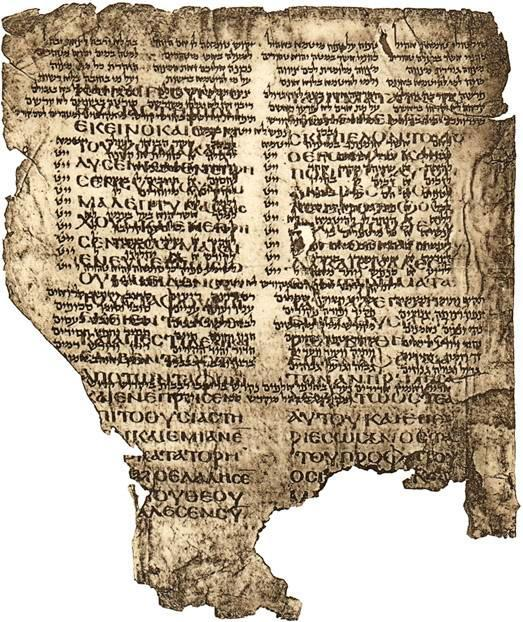
Palimpsesto que en el escrito subyacente contiene parte de la versión del libro II Reyes por Aquila de Sinope.

Aquila de Sinope fue un nativo del Ponto en Anatolia del siglo II d. C., conocido por ser el autor de una traducción literal de la Biblia Hebrea al griego aproximadamente en el año 130 d. C.

## Biografía
Fue un prosélito del judaísmo, discípulo de Akiva ben Iosef, y se le identifica a veces con Onquelos, nombre que se da a una versión aramea de la Biblia o Targum. Una teoría es que el nombre Onquelos es simplemente una corrupción de la palabra Aquila, asociada en error con el arameo en lugar de la traducción griega. Sin embargo, esta afirmación 'no ha sido aceptada generalmente'.

## Influencia de sus obras
Existen en los escritos de los Padres de la Iglesia varias citas de la obra de Aquila y hay también palabras aisladas insertadas en la Hexapla. Se pensó que no existía ninguna copia directa de su traducción, hasta que en 1897 se trajeron a la Biblioteca de la Universidad de Cambridge fragmentos de dos códices que contienen la versión de Aquila de 1 Reyes 20:7-17 y 2 Reyes 23:12-27 publicada por F. C. Burkitt en 1897 (AqBurkitt), y partes de los Salmos 90-103 publicadas por C. Taylor en 1899 (AqTaylor). Véase el artículo de F. C. Burkitt en la Enciclopedia Judía.
Existe también el texto de los primeros 5 versos de Génesis en la versión de Aquila.
Otro Aquila (en  griego: Ακύλας) se menciona varias veces, junto con su esposa Priscila, en el Nuevo Testamento. Compañeros de trabajo de Pablo de Tarso, son recordados en el Martirologio Romano el día 8 de julio.